# 德利·福阿德帕夏

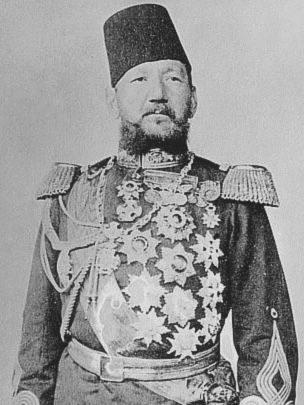
德利·福阿德帕夏

德利·福阿德帕夏（土耳其語：Deli Fuad Paşa；1835年？月？日—1931年4月17日），是奥斯曼帝国的陆军元帅，出生于开罗，毕业于开罗军事学院，曾指挥参加俄土战争、巴尔干战争。